# Stephanie Swift

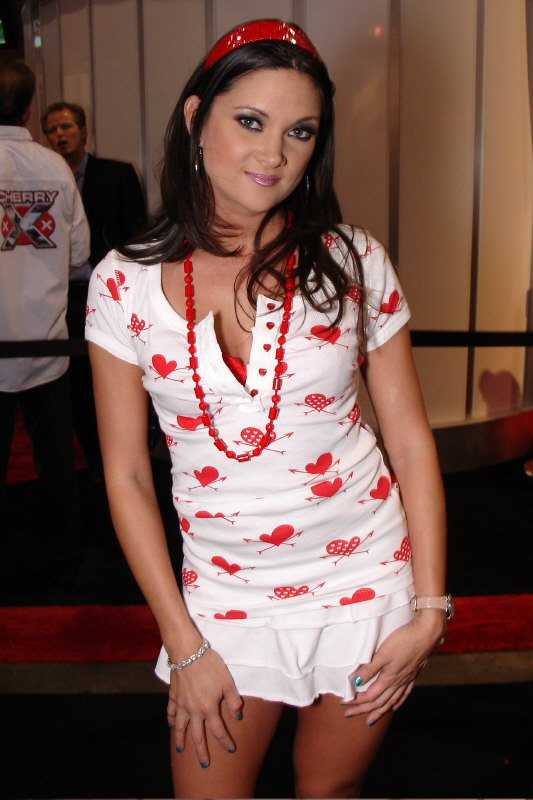
Stephanie Swift (2007)

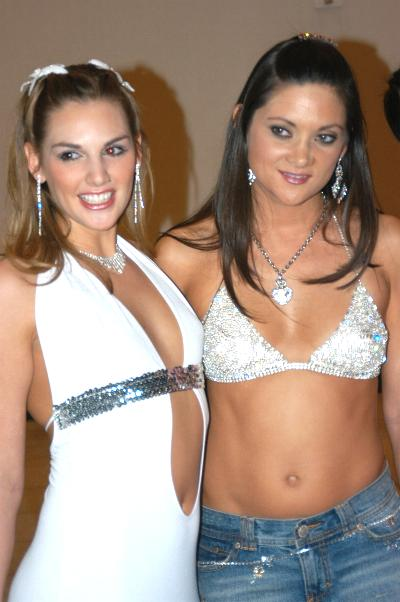
Brianna Love und Stephanie Swift bei den AVN Awards 2007

Stephanie Swift (* 7. Februar 1972 in Louisiana als Melody Clark) ist eine ehemalige US-amerikanische Pornodarstellerin, -regisseurin und Stripperin.

## Leben
Stephanie verbrachte ihre Kindheit in Louisiana. Im Alter von zehn Jahren zog sie mit ihrer Mutter nach Kalifornien. Sie besuchte die Bonita Vista High School in Chula Vista. Nach ihrem Abschluss im Jahr 1990 arbeitete Stephanie als Zahnarztgehilfin und Stripperin in San Diego. Sie drehte zwei Videos für Playboy (Up Close and Dangerous und Star Shapes).

### Pornografie
Im Jahr 1994 entschied sie sich für das Porno-Geschäft. Bekannte Filme mit Stephanie sind Real Swift, Flash! und der berühmte Fantasy-Porno Dream Quest (mit Jenna Jameson) von Brad Armstrong sowie die Porno-Komödie Double Feature. Im Jahr 2004 hat sie zwei Filme als Regisseurin für Jill Kelly Productions gedreht. Zurzeit lebt Stephanie in Kalifornien. Sie gehört zu den wenigen Darstellerinnen, die ohne Brustvergrößerung erfolgreich sind. Sie war fünf Jahre bei der Produktionsfirma Wicked Pictures unter Vertrag. Seit Februar 2005 ist sie „Clip Jockey“ bei der US-Adult Show Spice Clips, die auf den US-Kabelkanälen Spice Live und Spice Ultimate läuft.

### Ausstieg
Im Jahr 2011 veröffentlichte Stephanie ein Video für XXXchurch.com, in dem sie erklärte, ihre Karriere als Pornodarstellerin zu beenden. Derzeit arbeitet sie mit XXXchurch.com zusammen, um weitere Pornodarsteller dazu zu bewegen, auszusteigen.

## Auszeichnungen
- 1997: FOXE Award als Video Vixen
- 1997: AVN Award als „Female Performer of the Year“
- 1998: AVN Award als „Best Actress – Video“ (Miscreants)
- 1998: FOXE Award als „Female Fan Favourite“
- 1998: XRCO Award für „Best Girl-Girl Scene“ (Miscreants), mit Tiffany Mynx und Jeanna Fine
- 1999: AVN Award für „Best Couples Sex Scene – Film“ (Shipwreck), mit Mickey G.
- 2006: Aufnahme in die AVN Hall of Fame
- 2008: Aufnahme in die XRCO Hall of Fame